# Raphicerus
Raphicerus — рід оленеподібних (Artiodactyla) ссавців родини бикових (Bovidae).